# Frederik Krag
Frederik Krag (né le 4 mars 1655 à Flensbourg en duché de Slesvig, décédé le 24 septembre 1728 à Stensballegaard) était un noble danois, fonctionnaire et vice-gouverneur général de Norvège de 1713 à 1721.

## Biographie
Il était le fils d'Erik Krag (1620-1672), conseiller privé du roi, et de Vibeke Pallesdatter Rosenkrantz til Dansted (ca 1629-1688). 
Il a travaillé pendant vingt ans comme assistant dans une délégation diplomatique à Paris. Plus tard, il a été le kammerjunker de la reine. Sa position a rapidement évolué dans les rangs des fonctionnaires. Il est décoré de l'ordre de Dannebrog en 1708, devient conseiller privé en 1712. il est gouverneur du district Hald de 1695 à 1713.
En 1713, il est nommé vice-gouverneur général de Norvège.

## Mariages

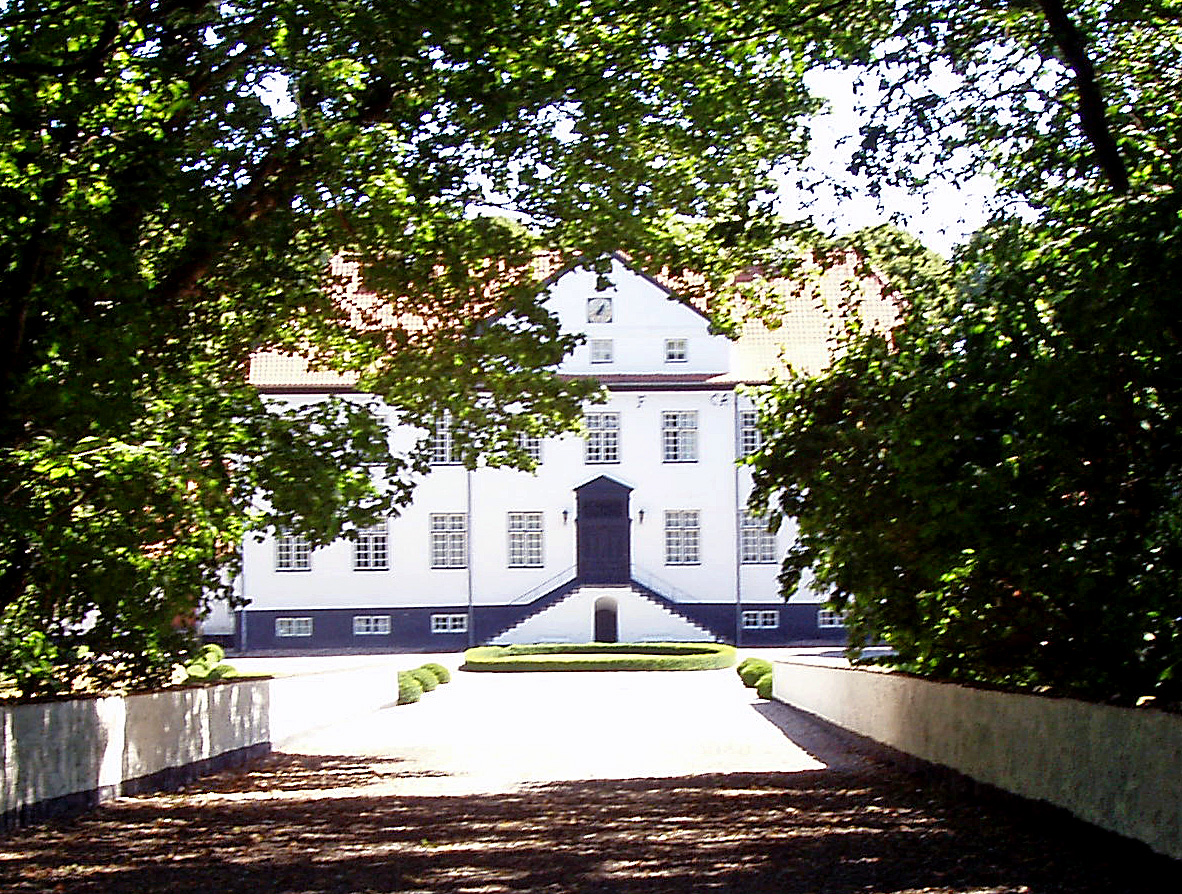
Le mariage avec Charlotte Amalie Pedersdatter Griffenfeld apporte la demeure Stensballegård dans la famille Krag. La propriété est restée dans la famille jusqu'en 1927.

Frederik Krag a été nommé baron en 1684, en raison de son mariage avec la noble Hedevig (Helvig) Eleonore Juel (1662 – 1686) qui est morte lors de l'accouchement de son deuxième enfant, en 1685. Krag s'est remarié en 1690 avec Charlotte Amalie (1672 – 1703), la seule fille de Peder Griffenfeld. Avec elle, il a eu 10 enfants. Puis il s'est marié pour la troisième fois en 1703 avec Edele Nielsdatter Krag (1686 – 1751).

## Sources
- Frederik Krag dans les danois biographiques Lexikon